# Scinax oreites
Espèce
Statut de conservation UICN

 LC  : Préoccupation mineure
Scinax oreites est une espèce d'amphibiens de la famille des Hylidae.

## Répartition
Cette espèce est endémique du Pérou. Elle se rencontre entre 1 600 et 2 400 m d'altitude sur le versant oriental de la cordillère des Andes dans les régions d'Amazonas, de Pasco et de San Martín,.

## Publication originale
- Duellman & Wiens, 1993 : Hylid frogs of the genus Scinax Wagler, 1830, in Amazonas Ecuador and Peru. Occasional Papers of the Museum of Natural History, the University of Kansas, vol. 153, p. 1-57 (texte intégral).